# 5735 Loripaul
5735 Loripaul este un asteroid din centura principală de asteroizi.

## Descriere
5735 Loripaul este un asteroid din centura principală de asteroizi. A fost descoperit pe 4 iunie 1989 la Observatorul Palomar de Eleanor Francis Helin. Asteroidul prezintă o orbită caracterizată de o semiaxă mare de 2,29 ua, o excentricitate de 0,15 și o înclinație de 5,1° în raport cu ecliptica.